# Перегон скота

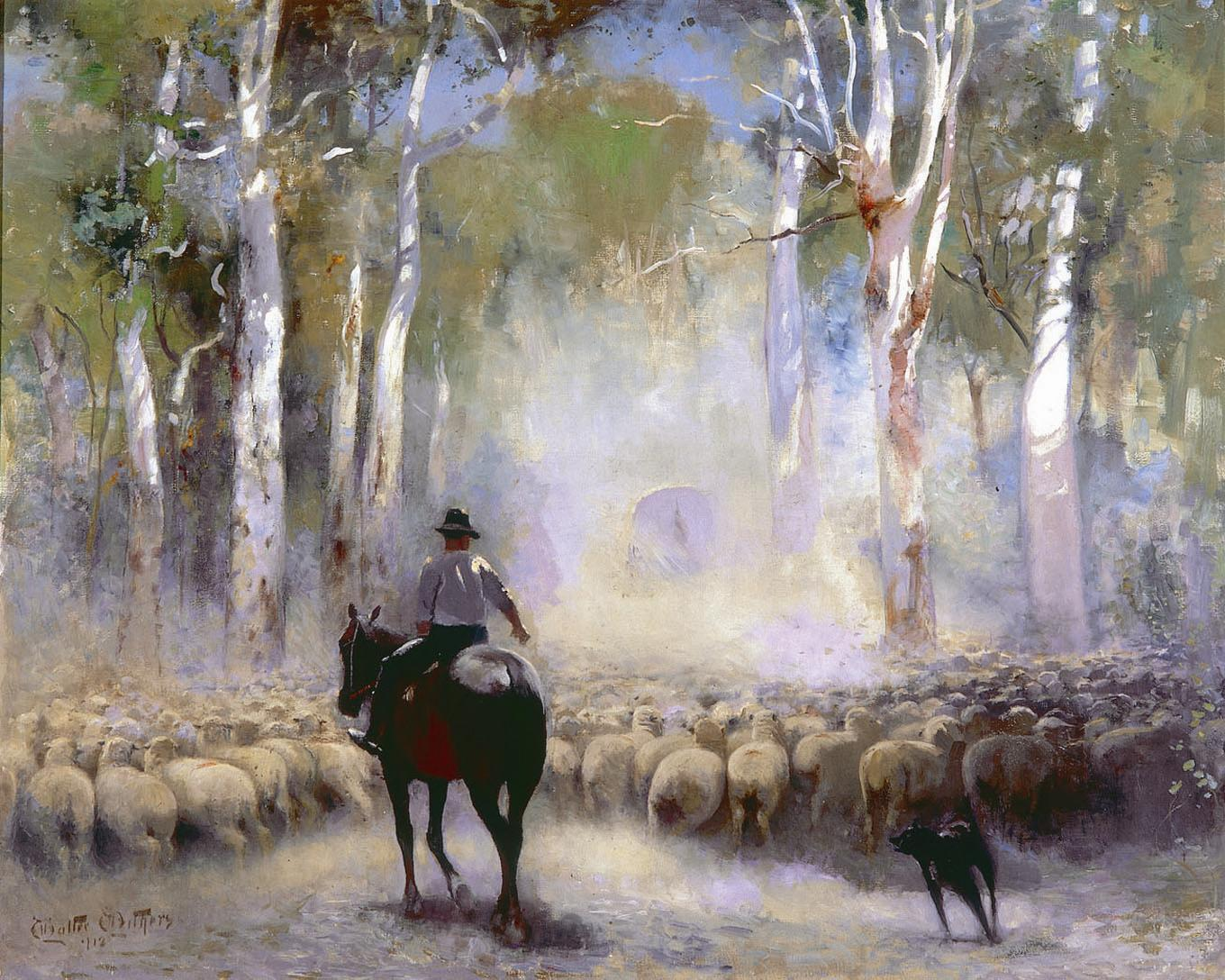
Дровер, картина Уолтера Уизерса (1912 год, Австралия)

Перегон скота — перегон стад (гуртов) скота из тех мест, где его выращивали, в те места, где его забивали. До появления железнодорожного и автомобильного транспорта это был единственный способ доставить скот туда, где жили покупатели мяса (прежде всего, в города). Тех, кто этим занимался, назвали гуртовщиками.
Ранние письменные свидетельства о гуртовщиках относятся к XIV веку. По дорогам Европы и Великобритании двигались тысячи голов крупного рогатого скота, а позднее овец, коз, свиней и даже гусей и индеек. Перегон от пастбища до рынка, бойни или покупателя мог занять от нескольких недель до нескольких месяцев. Стадо двигалось в течение дня со скоростью 2—3 км в час, а на ночь останавливалось для отдыха и выпаса.
Перегоном скота с Дикого Запада США на восток в XIX веке занимались ковбои, которых нанимали предприниматели-дроверы, перегон скота в Австралии из северных скотоводческих районов в такие портовые города как Перт и Аделаида, перегон скота в Аргентине.
В Российской империи в XIX веке скот перегоняли из животноводческих районов современной Украины, области Войска Донского, Заволжья, Нижнего Поволжья, современного Казахстана. Главная роль в торговле перегонным скотом принадлежала тогда прасолам (мелким предпринимателям, собиравшим гурты на многочисленных скотских ярмарках и базарах, куда крестьяне приводили свой скот для продажи). Затем гурты проходили тысячи километров, откармливаясь подножным кормом по обочинам дорог. Но движущиеся по дорогам гурты были разносчиком эпизоотий, поэтому с развитием железнодорожного транспорта доставка скота гоном по основным магистралям с юга в 1882 году была запрещена, а с 1884 года вся доставка скота в Санкт-Петербург и Москву должна была производиться лишь по железной дороге.
Деятельность гуртовщиков утратила исключительную важность для экономики лишь в середине XIX века с развитием железнодорожного транспорта, а с 1960-х годов ставшие обычными автомобильные перевозки скота в специальных фургонах окончательно вытеснили коммерческий перегон стад. Профессия гуртовщика или погонщика сохраняется в некоторых странах как сезонная работа при перегоне крупного рогатого скота и овец на летние пастбища и обратно.